# Blackburn Buccaneer
Блэкберн «Буканьер» (англ. Blackburn Buccaneer) — британский двухместный палубный штурмовик. Совершил первый полёт 30 апреля 1958 года. Состоял на вооружении Королевских ВВС и ВМС Великобритании в 1962—1993 годах. Поставлялся на экспорт в ЮАР.

## История создания
В конце 40-х начале 50-х годов авиагруппы авианосцев Великобритании состояли из поршневых истребителей-бомбардировщиков времён Второй Мировой войны. Корейская война показала, что эффективность истребителей-бомбардировщиков при атаке наземных целей невелики, а сами они уязвимы от огня зениток. Также Королевский Военно-морской флот считал угрозой, реализацию проекта постройки в СССР большого количества лёгких крейсеров и эсминцев, обладающих мощным вооружением и защитой.
Командование Военно-морских сил объявило конкурс на создание реактивного самолёта способного летать со скоростью 0,85 М на высоте 60 м, радиус действия 740 км с боевой нагрузкой 1,8 т. Габариты самолёта должны позволять действовать с палуб английских авианосцев и проходить в их ангары сквозь лифты самолётоподъёмников.
На конкурс было представлено 12 проектов различных английских авиастроительных фирм. Фирма Blackburn&General Aircraft Ltd представила проект В.103. Это был первый в мире двухместный палубный реактивный штурмовик, летающий на малых высотах вне зоны видимости вражеских РЛС, способный нести обычное или ядерное оружие.
Адмиралтейство Великобритании долго не могло определиться с победителем конкурса и только в июле 1955 года военные эксперты признали наиболее перспективным проект В.103. Проект был засекречен, а самолёт получил название "Buccaneer" (пират Карибского моря). Министерство авиации Великобритании заказало два прототипа нового самолёта, первый полёт которого должен был состояться до апреля 1958 года.
Первый полёт опытного самолёта состоялся 30 апреля 1958 года с аэродрома Королевского авиационного НИИ в городе Тарлейт. Полёт продолжался 39 минут и прошёл без неожиданностей. В августе совершил полёт второй прототип, а в сентябре оба прототипа были продемонстрированы на авиационной выставке в Фарнборо, где они совершили демонстративные полёты.
По результатам испытаний первых двух прототипов был заключён контракт на постройку восемнадцати предсерийных самолётов,  которые предполагалось использовать в обширной программе испытаний. Первый заказ на поставку 50-ти серийных бомбардировщиков, Королевскому Военно-морскому флоту, фирма Blackburn получила ещё в сентябре 1958 года. Первый серийный самолёт взлетел в январе 1962 года, но в июле 1962 года во время посадки самолёт потерпел аварию и получил серьёзные повреждения.
Серийные самолёты оснащались двигателями Gyron Junior Mk.101, которые вследствие высокого расхода топлива не позволяли самолёту иметь дальность более 965 км. Кроме того, тяга двигателей на уровне моря оказалась меньше заявленной. В марте 1966 года самолёты Buccaneer S. Mk.1 патрулировали побережье Мозамбика. Во время этого тропического похода стало ясно, что мощности двигателей для взлёта с палубы с полным весом при высокой температуре недостаточно, и бомбардировщикам приходилось взлетать с минимальной заправкой топливом и сразу после взлёта дозаправляться в воздухе.
Лётчики положительно отзывались о лётных качествах самолёта, единственным слабым местом Buccaneer S.1 Mk.1 были двигатели Gyron Junior с большим расходом и недостаточной тягой. Адмиралтейство сократило заказ до сорока самолётов, и после нескольких катастроф, с 1970 года, был введён запрет на полёты всех самолётов Buccaneer S.1 Mk.1. К этому моменту было потеряно 13 самолётов, уцелевшие  Мк.1 после этого запрета больше не летали, а использовались только как налетающие пособия и ложные цели.
Для сохранения самолёта стало ясно, что двигатели необходимо заменить. Чтобы исключить полную переработку конструкции, нужно было подобрать двигатели сопла которых могли пройти через опорную раму крыла, расположенную в задней части фюзеляжа. Такой двигатель был найден - двухконтурный турбореактивный бесфорсажный Rolls-Royce RB.163 Spey, разработанный для нужд гражданской авиации и уже активно эксплуатировавшийся. Этот двигатель вписывался в мотоотсек бомбардировщика, и имел значительно большую тягу. В январе 1962 года министерство авиации выдало фирме Blackburn официальное задание на разработку Buccaneer с новыми двигателями. 
Новая модификация получила название Buccaneer S. Mk.2. Первый прототип модифицированного бомбардировщика поднялся в воздух 17 мая 1963 года, через месяц выполнил первый полёт и второй прототип. В начале 1964 года программа лётных испытаний была успешно выполнена. На модифицированном самолёте увеличился взлётный вес и дальность полёта, а также за счёт более мощных двигателей увеличилась СПС (система пограничного слоя), что позволило уменьшить взлётную и посадочную скорости. 
Серийные самолёты Buccaneer S. Mk.2 начали поступать на вооружение с марта 1965 года. Производство этих самолётов на авиационном заводе в городе Бро продолжалось до октября 1977 года. Всего было изготовлено 211 самолётов. 

## Конструкция
Buccaneer - многоцелевой двухместный реактивный палубный  штурмовик нормальной схемы со среднерасположенным крылом и Т-образным хвостовым оперением. Планер самолёта спроектирован с учётом полётов на малых высотах с околозвуковой скоростью, с максимальной эксплуатационной перегрузкой 7g. В конструкции самолёта применялись в основном алюминиевые сплавы и сталь.
Хорошие взлётно-посадочные характеристики обеспечивались за счёт использования системы сдувания пограничного слоя (СПС). При включении системы сжатый воздух отбирался от компрессоров двигателей и выдувался через щели на верхней поверхности крыла, на нижней поверхности носка стабилизатора, перед закрылками и элеронами. Система СПС включалась автоматически при отклонении закрылков и элеронов на 10 градусов. Применение системы СПС уменьшало скорость захода на посадку на 28-30 км/ч, а  также горячий воздух системы СПС решал проблему обледенения крыла и стабилизатора.
- Крыло - состоит из центроплана и двух складывающихся консолей крыла. Центроплан трёхлонжеронный, консоли крыла двухлонжеронные. Силовой набор крыла лонжероны и нервюры изготовлены из поковок. Работающая обшивка крыла монолитные фрезерованные панели переменной толщины, изготовливались из алюминиевого сплава. Носок крыла изготовлен из жаропрочного сплава  нимоник 75 на основе никеля.  Материал законцовок крыла и элеронов стеклопластик[2].
- Фюзеляж - типа полумонокок был спроектирован с помощью "правила площадей", для возможности достичь высоких околозвуковых скоростей без использования форсажных камер. Это привело к увеличению миделя фюзеляжа за крылом. В носовой части фюзеляжа был установлен радар, обеспечивающий возможность полёта в режиме отслеживания рельефа местности, а также для навигации и прицеливания[2].

Кабина экипажа герметичная двухместная (пилот и штурман оператор) с тандемным расположением катапультируемых кресел. С целью улучшения обзора кресла были смещены от осевой линии - влево пилот, вправо штурман. Фонарь кабины открывался сдвигом назад. Катапультируемые кресла обеспечивали покидание самолёта на стоянке. Для облегчения покидания самолёта в аварийной ситуации на фонаре кабины размещался детонационный пирошнур. При катапультировании взрыв пирошнура разрушал фонарь и кресло вылетало через образовавшийся проём.
Хвостовая конусная часть фюзеляжа состояла из двух расщепляющихся створок, которые при отклонении в сторону образовывали воздушные тормоза. Для уменьшения стояночных размеров самолёта, при размещении в ангаре авианосца, воздушные тормоза отклонялись на максимальный угол, а носовой конус с радиолокатором откидывался влево. При этом общая длина самолёта уменьшалась на три с половиной метра.
Бомбоотсек - так как самолёт мог размещать на борту управляемую ядерную бомбу только на внутренней подвеске, то створка бомбоотсека была только одна. При  сбросе бомбы створка поворачивалась вокруг своей оси на 180 градусов и бомба оказывалась уже снаружи самолёта. Это позволяло облегчить сброс бомбы на околозвуковых скоростях.
- Хвостовое оперение. Вертикальное оперение  - киль с форкилем и рулём направления. Горизонтальное оперение - цельноповоротный стабилизатор, который крепился на шарнирном узле в верхней части киля. Рули высоты имели весовую и аэродинамическую балансировку и отклонялись синхронно с отклонением элеронов[2].
- Шасси - трёхопорное, рычажной схемы. Стойки шасси одноколёсные с бескамерными пневматиками. Передняя стойка управляемая, поворот колёс +/- 48 градусов. В полёте передняя стойка убиралась назад в нишу в передней части фюзеляжа, а основные стойки в гондолы двигателей. Колёса были снабжены дисковыми тормозами с автоматами торможения.. Под хвостовой частью фюзеляжа был установлен тормозной гак[2].
- Силовая установка - два двухконтурных турбовентиляторных бесфорсажных  двигателя Rolls-Royce Spey RB 168-1A Mk. 101 с тягой 5035 кгс каждый. Мотогондолы двигателей располагались по бокам фюзеляжа и имели овальные нерегулируемые воздвухозаборники. В поставляемых на экспорт южноафриканских самолётах устанавливался дополнительный ракетный ускоритель[3].

Топливо находится в восьми баках, расположенных в верхней центральной части фюзеляжа за кабиной экипажа, общей ёмкостью 7092 литра керосина. Дополнительные перегоночные баки могли устанавливаться в бомбоотсеке - 2000 л, в сбрасываемом баке под створкой отсека вооружения - 1932 л, а также в двух сбрасываемых полукомформных баках - 1136 л, подвешиваемых вместо внутренних подкрыльевых пилонов.
Для возможности дозаправки в полёте, перед кабиной в носовой части фюзеляжа, устанавливалась съёмная топливоприемная штанга. Самолёт мог использоваться также в качестве топливозаправщика, при этом на правом подкрыльевом пилоне устанавливался контейнер с топливозаправочным оборудованием. В режиме топливозаправщика самолёт имел максимальный запас топлива - 12797 л.
- Система управления - бустерная, с гидравлическим приводом стабилизатора и руля направления. Элероны и рули высоты синхронно перемещались с помощью электропривода. Имелась система автоматической стабилизации по трём осям и автопилот управления стабилизатором и элеронами, обеспечивающий полёт на малых высотах и заданные манёвры[2].
- Гидросистема - состояла из основной системы с рабочим давлением 281 кг/см2 и вспомогательной с рабочим давлением 232 кг/см2. Основная система обеспечивала привод шасси, закрылков, воздушных тормозов, дисковых тормозов колёс шасси, управление носовым колесом, створкой отсека вооружения, механизма складывания крыла и воздушного гака. Вспомогательная система обеспечивала привод поверхностей управления[2].
- Электросистема - оборудование и бортовые системы самолёта были подключены к электроснабжению переменным током (200 В, 400 Гц)  от двух генераторов мощностью по 30 кВ А и постоянным током (28 В) от двух выпрямителей по 4,5 кВт. Аварийная аккумуляторная батарея, обеспечивала питание бортовых систем в течение 20 минут[2].
- Специальное и целевое оборудование - стандартное связное и пилотажно-навигационное оборудование, обзорно-прицельная радиолокационная станция, доплеровская навигационная система, приёмник предупреждения о радиолокационном облучении, аппаратура радиоэлектронной разведки, интегральная навигационная система, автомат сбрасывания дипольных отражателей и инфракрасных ловушек. В отсеке вооружения мог быть установлен контейнер с фотокамерами и другое разведывательное оборудование[2].
- Вооружение - суммарная боевая нагрузка 7258 кг в бомбовом отсеке и на четырёх подкрыльевых узлах подвески. Бомбовая нагрузка - в отсеке вооружения могли быть расположены управляемая ядерная бомба или четыре свободнопадающие бомбы, на четырёх внешних подкрыльевых узлах бомбы калибром до 454 кг с лазерным наведением; контейнеры с неуправляемыми авиационными ракетами (НАР); противокарабельные управляемые ракеты. Ствольного вооружения на самолёте не применялось[2].

## Эксплуатация
Штурмовики Buccaneer в 1965-1967 гг. приняли участие в нескольких дальних походах в Индийский и Тихий океаны на борту авианосцев "Викториэс", "Гермес" и "Игл". В ходе похода были отработаны совместные действия с флотом США, а также дозаправка в воздухе от самолётов-заправщиков с борта американского авианосца "Энтерпрайз".
Боевое крещение самолётов Baccaneer произошло в марте 1967 года. Восемь самолётов Buccaneer британских ВМС приняли участие в блокировании разлива нефти от потерпевшего крушения супертанкера "Торри Каньон". Взлетая с береговой базы, штурмовики сбросили на танкер 42 бомбы калибром 454 кг, полностью разрушив танкер, а затем нефтяное пятно забросали напалмовыми баками.
В 1968 году после изготовления 84 штурмовиков Buccaneer S. Mk. 2 производство их для ВМФ прекратилось, так как правительство Великобритании оказались от модернизации старых и строительства новых авианосцев. Последняя эскадрилья флотских штурмовиков находилась на борту единственного сохранившегося авианосца "Арк Ройал" до его списания в 1979 году. Все авианесущие корабли Королевского флота массово утилизировали ради экономии средств. А все вновь строящиеся самолёты Buccaneer стали предназначаться для наземного базирования. После 1969 года наибольшая часть поставленных для ВМС самолётов была передана ВВС Великобритании.
В 1991 году двенадцать самолётов Buccaneer S. Mk.2 Великобритании привлекались к нанесению ударов по Ираку в ходе войны в Персидском заливе. Самолёты были оснащены контейнерами с системой лазерной подсветки, которые обеспечивали бомбометание корректируемыми авиабомбами истребителями-бомбардировщиками "Торнадо" и самими самолётами "Buccaneer". Самолёты базировались на авиабазе в Бахрейне. В ходе операции "Буря в пустыне" штурмовики Buccaneer совершили 216 боевых вылетов.
К моменту снятия с вооружения в 1993 году в Военно-воздушных силах Великобритании оставалось 65 самолётов Buccaneer S Mk. 2. В марте 1991 года были сняты с вооружения последнии пять самолётов ВВС ЮАР. Четыре из них были переданы музеям и для установки на постаменты, один использовался для испытания систем. В настоящее время четыре бывших английских самолёта находятся в частной коллекции в ЮАР. Эти самолёты летающие и участвуют в авиационных праздниках.

## Модификации
S. Mk.1 - исходный палубный самолёт с двигателями ТРД Bristol Siddeley Gyron Junior 101. Построено 40 самолётов.
S. Mk.2 - усовершенствованный самолёт с двигателями ТРДД Rolls-Royce Spey RB.168 -1A Mk.101. Построено 84 самолёта для ВМС Великобритании. В 1969 году самолёты были переданы в ВВС, которые получили обозначение S. Mk.2A и S. Mk.2B.  В варианте S. Mk.2B было построено ещё 42 самолёта. Самолёты оставшиеся в ВМС получили обозначение S. Mk.2C и S.Mk.2D.
S. Mk.50 - экспортный вариант наземного базирования для ВВС ЮАР. Построено 16 самолётов.

## Тактико-технические характеристики

### Технические характеристики
- Экипаж: 2 человека
- Длина: 19,33 м
- Размах крыла: 13,41 м
- Высота: 4,97 м
- Площадь крыла: 47,82 м²
- Масса пустого: 14 000 кг
- Масса снаряжённого: 28 000 кг
- Двигатели: Роллс-Ройс «Спей» Mk.101 (2×49 кН)

### Лётные характеристики
- Максимальная скорость у земли: 1040 км/ч
- Дальность полёта: 3700 км
- Практический потолок: 12 200 м
- Удельная нагрузка на крыло: 587,6 кг/м²
- Тяговооружённость: 0,36

### Вооружение
- Боевая нагрузка: до 5400 кг во внутреннем бомбовом отсеке и на 4 подкрыльевых узлах

## Сравнение с аналогами
|                      | Су-17                 | МиГ-27                | LTV A-7 Corsair II            | Grumman A-6 Intruder          | Mitsubishi F-1                |
| -------------------- | --------------------- | --------------------- | ----------------------------- | ----------------------------- | ----------------------------- |
|                      |                       |                       |                               |                               |                               |
| Первый полёт         | 2 августа 1966 года   | 17 ноября 1972 года   | 27 сентября 1965 года         | 19 апреля 1960 года           | 3 июня 1975 года              |
| Принят на вооружение | 1970 год              | 1975 год              | 1967 год                      | 1963 год                      | 1978 год                      |
| Годы производства    | 1969 — 1990           | 1973 — 1994           | 1965 — 1984                   | 1962 — 1990                   | 1977 — 1987                   |
| Единиц произведено   | 2867                  | 1412                  | 1569                          | 693                           | 77                            |
| Статус               | Состоит на вооружении | Состоит на вооружении | Снят с вооружения в 2014 году | Снят с вооружения в 1997 году | Снят с вооружения в 2006 году |

|                      | SEPECAT Jaguar        | Dassault-Breguet Super Étendard | Hawker Siddeley Buccaneer     | СОКО J-22 Орао        | IAR 93                        |
| -------------------- | --------------------- | ------------------------------- | ----------------------------- | --------------------- | ----------------------------- |
|                      |                       |                                 |                               |                       |                               |
| Первый полёт         | 8 сентября 1968 года  | 28 октября 1974 года            | 30 апреля 1958 года           | 31 октября 1974 года  | 31 октября 1974 года          |
| Принят на вооружение | 1972 год              | 1978 год                        | 1962 год                      | 1978 год              | 1978 год                      |
| Годы производства    | 1968 — 1981           | 1977 — 1983                     | 1961 — 1977                   | 1978 — 1992           | 1976 — 1990                   |
| Единиц произведено   | 573                   | 85                              | 206                           | 165                   | 86                            |
| Статус               | Состоит на вооружении | Состоит на вооружении           | Снят с вооружения в 1993 году | Состоит на вооружении | Снят с вооружения в 1998 году |